# Energinet
Energinet – duński operator systemu przesyłowego energii elektrycznej oraz gazu ziemnego, będący przedsiębiorstwem podlegającym Ministerstwu Energii, Usług Komunalnych i Klimatu. Spółka powstała w 2005 roku w wyniku fuzji spółek Eltra, Elkraft System, Elkraft Transmission i Gastra. Spółka funkcjonuje pod aktualną nazwą od 2017 roku (po zmianie z Energinet.dk).
Siedziba spółki znajduje się w Erritsø w pobliżu Fredericii w Jutlandi, natomiast w Ballerup w pobliżu Kopenhagi funkcjonuje oddział odpowiedzialny za działania w obszarze gazownictwa.

## Obszary działalności
Spółka obsługuje sieć przesyłową energii elektrycznej oraz przesyłu gazu. Spółka jest współwłaścicielem połączeń energetycznych ze Szwecją Konti-Skan, a także odpowiada za funkcjonowanie stacji przekształtnikowej w Tjele. Energinet jest także, wraz z niemiecką spółką TenneT (działającą na terenie Niemiec oraz Holandii), współwłaścicielem podmorskiego kabla COBRAcable.

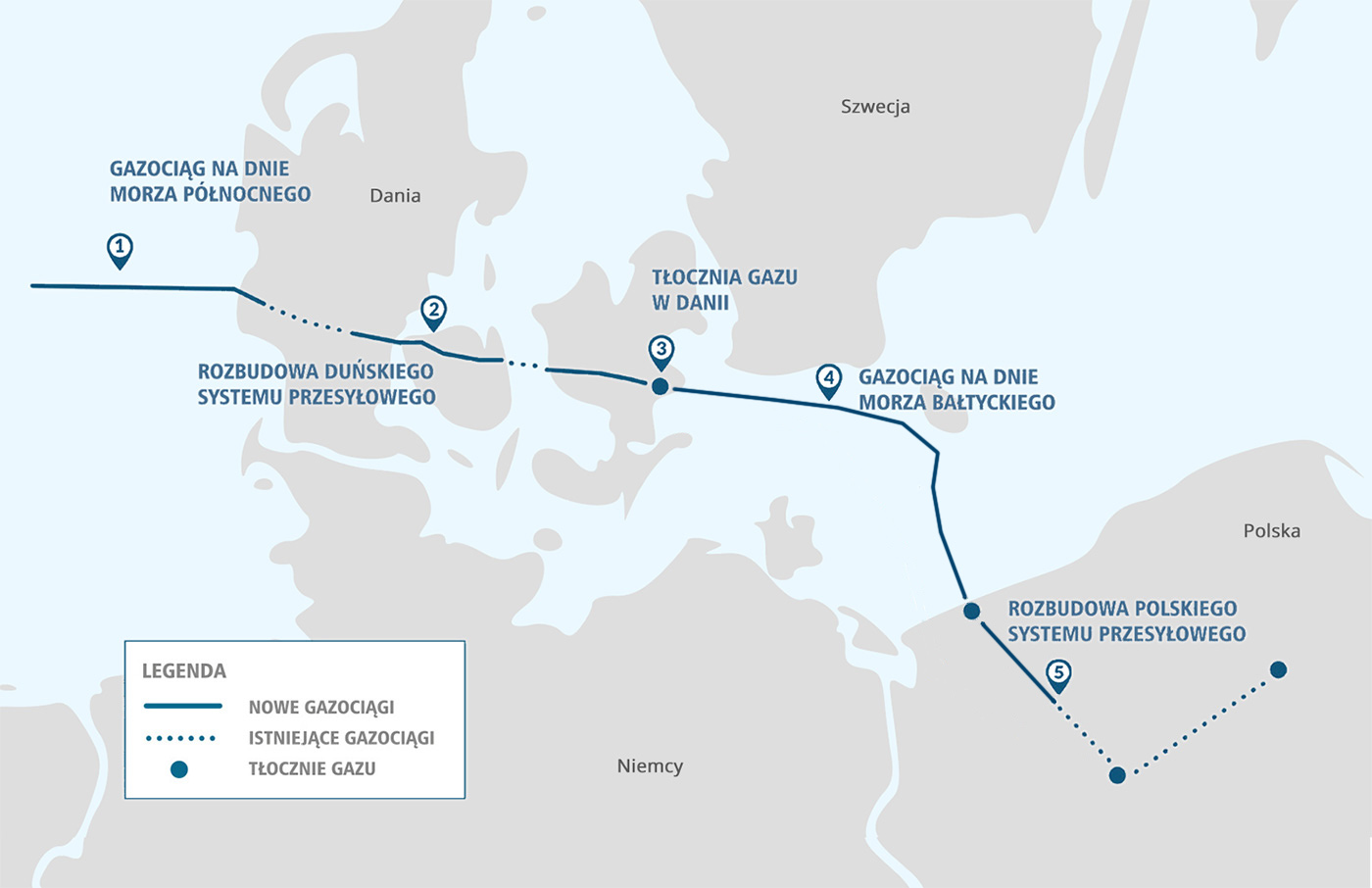
Mapa poglądowa przebiegu gazociągu Baltic Pipe z Polski do Danii oraz z Danii w kierunku Morza Północnego i gazociągu Europipe II

Jako operator systemu przesyłowego gazowego Energinet odpowiada za funkcjonowanie duńskich gazociągów, w tym (wraz z Gaz-Systemem) za Baltic Pipe, a także za stacje pomiarowe oraz za duńskie magazynu gazu (kawerny solne w Stenlille i Lille Torup), za które odpowiada spółka-córka Energinet – Gas Storage Denmark.

## Struktura Grupy Energinet[10]
Spółki-córki:
- Energinet Systemansvar A/S
- Energinet Eltransmission A/S
- Energinet Gastransmission A/S
- Energinet DataHub A/S
- Energinet Associated Activities A/S
- Gas Storage Denmark Holding A/S

Spółka-wnuczka:
- Gas Storage Denmark A/S